# Lokalbahn Wolframs–Teltsch
Die Lokalbahn Wolframs–Teltsch (tschech.: Místní dráha Kostelec–Telč) war ein Eisenbahnunternehmen in Österreich, dessen Verkehrsgebiet im heutigen Tschechien lag. Sie war Eigentümer und Betreiber der landesgarantierten Lokalbahn von Wolframs (Kostelec u Jihlavy) nach Teltsch (Telč). Nach der Erweiterung der Strecke über die Landesgrenze nach Niederösterreich war die Gesellschaft auch Eigentümer des mährischen Abschnitts der Thayatalbahn bis Zlabings (Slavonice). Die Gesellschaft hatte ihren Sitz in Wien.

## Geschichte

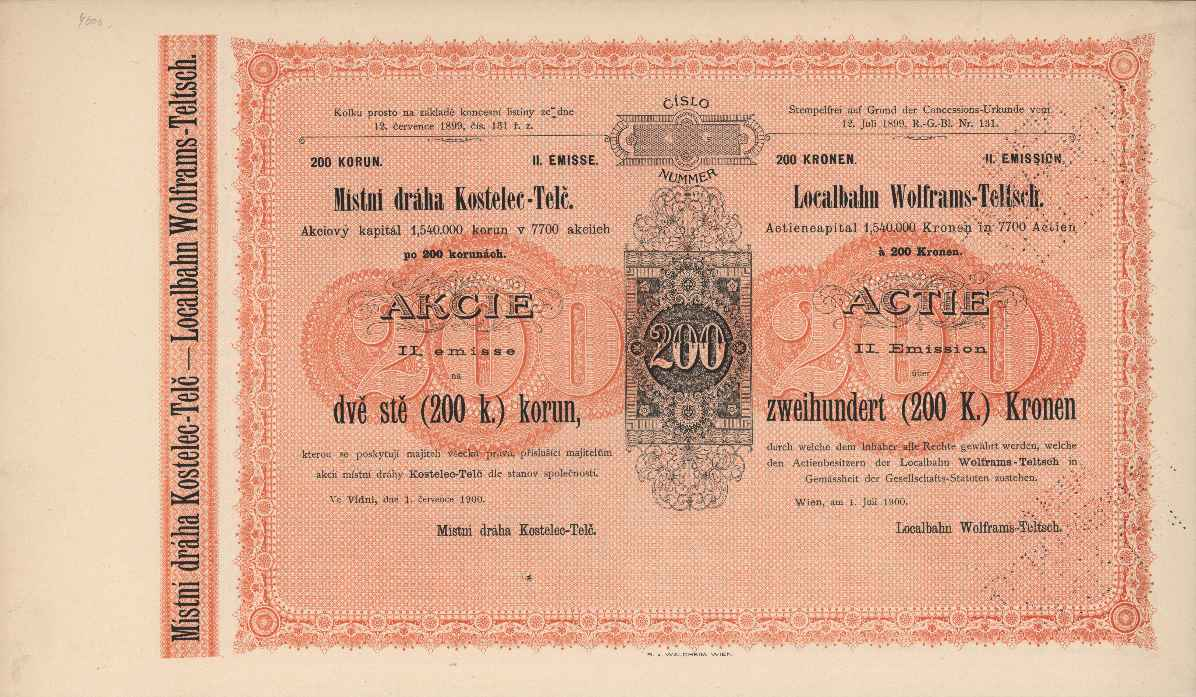
Zweisprachige Aktie der Localbahn Wolframs-Teltsch mit Nominale von 200 Kronen

Am 30. März 1897 wurde „dem Wenzel Podolný, Bürgermeister der Stadt Teltsch im Vereine mit Dr. Josef Sobotka, Advocat in Teltsch, Karl Schumpeter und Berthold Münch in Triesch die erbetene Concession zum Baue und Betriebe einer als normalspurige Localbahn auszuführenden Locomotiveisenbahn von der Station Wolframs der Staatsbahnlinie Iglau–Cerekwe über Triesch nach Teltsch“ erteilt. Ausgestellt war die Konzession für eine Dauer von 75 Jahren. Für diesen Zeitraum wurde eine Verzinsung des Anlagekapitals von je 4 Prozent und maximal 42.550 fl. jährlich garantiert. Teil der Konzession war zudem die Verpflichtung, den Bau der Strecke sofort zu beginnen und binnen eines Jahres fertigzustellen.
In einer Kundmachung des Eisenbahnministeriums vom 20. März 1898 wurde die Baufrist bis zum 31. Oktober 1898 verlängert.   Das Aktienkapital der Gesellschaft betrug insgesamt 1.560.000 Kronen.
Am 13. August 1898 wurde die Strecke schließlich eröffnet. Den Betrieb führten die k.k. Staatsbahnen (kkStB) auf Rechnung der Lokalbahn Wolframs–Teltsch aus.
Am 12. Juli 1899 erhielt die Lokalbahn Wolframs–Teltsch auch die Konzession für die Fortführung der Strecke bis Zlabings. Am 7. September 1902 wurde dieser Abschnitt gemeinsam mit der anschließenden Strecke der Lokalbahn Schwarzenau–Zwettl in Richtung Schwarzenau (Thayatalbahn) eröffnet. Die Gesellschaft firmierte jedoch auch weiterhin als Lokalbahn Wolframs–Teltsch.
Nach dem Ersten Weltkrieg übernahmen die neu gegründeten Tschechoslowakischen Staatsbahnen (ČSD) die Betriebsführung von den kkStB. Am 1. Januar 1925 wurde die Lokalbahn Wolframs–Teltsch per Gesetz verstaatlicht und die Strecke wurde ins Netz der ČSD integriert.

## Strecken
- Wolframs–Teltsch
- Landesgrenze nächst Slabings–Teltsch

## Lokomotiven
Für Rechnung der Lokalbahn Wolframs–Teltsch beschaffte die betriebsführende kkStB drei Lokomotiven der kkStB-Reihe 97. Die Lokomotiven besaßen die Betriebsnummern 97.128, 97.129 und 97.219. Die ČSD gab ihnen 1924 die neuen Nummern 310.045, 310.046 und 310.0112. Die 310.0112 wurde 1953 an eine Baufirma verkauft, die beiden anderen wurden 1960 und 1963 ausgemustert.